# Alexej Bortnik
Alexej Bortnik (rusky Алексей Бортник)(* 6. květen 1983) je ruský reprezentant v orientačním běhu. Je juniorským mistrem světa v orientačním běhu z roku 2003. Mezi jeho největší úspěchy lze považovat i dvě 3. místa z MS juniorů 2002 a 2003. V současnosti běhá za švédský klub IFK Mora.